# Alt Schwerin
Pour les articles homonymes, voir Schwerin.
Alt Schwerin est une commune d'Allemagne située dans l'arrondissement du Plateau des lacs mecklembourgeois, dans le Land de Mecklembourg-Poméranie-Occidentale.

## Géographie
Alt Schwerin se situe dans la région du plateau des lacs mecklembourgeois (Mecklenburgische Seenplatte, au bord du lac Tauchowsee, entre les lacs Drewitzer See et Plauer See.

## Histoire
Alt Schwerin fut mentionnée pour la première fois dans un document officiel en 1289.

## Personnalités liées à la ville
- Ernst Sellin (1867-1946), théologien né à Alt Schwerin.

## À voir
- Musée sur l'histoire de l'agriculture (Agroneum).